# North Curl Curl
North Curl Curl é um subúrbio do norte de Sydney, no estado da Nova Gales do Sul, na Austrália, situado a 19 quilômetros a nordeste do distrito empresarial central de Sydney, na área do governo local do Conselho de Northern Beaches. North Curl Curl faz parte da região Northern Beaches. Em 2011, sua população era de 3 371 habitantes.